# Anzac (biscotti)
Gli Anzac sono dei biscotti diffusi in Australia e Nuova Zelanda, realizzati utilizzando fiocchi d'avena, farina, cocco essiccato, zucchero, burro, sciroppo dorato, bicarbonato di sodio e acqua bollente.

## Descrizione
I biscotti anzac sono così chiamati perché venivano mandati dalle mogli ai soldati delle forze armate australiane e neozelandesi (ANZAC), dato che gli ingredienti utilizzati permettevano ai biscotti di mantenersi anche nei lunghi periodi di tempo del trasporto via nave.
In seguito la produzione dei biscotti anzac è stata adottata anche a livello industriale per la vendita al dettaglio.
I biscotti forniti ai soldati da parte dell'esercito, a cui si faceva riferimento con i nomi "tavolette Anzac" o "wafer Anzac", differivano da quelli tradizionali. Le tavolette e i wafer anzac erano infatti delle gallette, sostitutivi del pane, che avevano una lunga durata e una consistenza molto dura.